# Giro dell'Emilia 1956
Il Giro dell'Emilia 1956, quarantesima edizione della corsa, si svolse il 1º maggio 1956 su un percorso di 249,5 km. La vittoria fu appannaggio dell'italiano Bruno Monti, che completò il percorso in 6h53'17", precedendo i connazionali Adolfo Grosso e Rino Benedetti.

## Ordine d'arrivo (Top 10)
| Pos. | Corridore            | Squadra        | Tempo    |
| ---- | -------------------- | -------------- | -------- |
| 1    | Bruno Monti          | Atala-Pirelli  | 6h53'17" |
| 2    | Adolfo Grosso        | Atala-Pirelli  | s.t.     |
| 3    | Rino Benedetti       | Leo-Chlorodont | s.t.     |
| 4    | Adriano Zamboni      | Torpado        | s.t.     |
| 5    | Pierino Baffi        | Nivea-Fuchs    | s.t.     |
| 6    | Charly Gaul          | Faema-Guerra   | s.t.     |
| 7    | Alfredo Martini      | Nivea-Fuchs    | s.t.     |
| 8    | Waldemaro Bartolozzi | Legnano        | s.t.     |
| 9    | Carlo Clerici        | Condor         | s.t.     |
| 10   | Ugo Massocco         | Legnano        | s.t.     |